# Poole Keynes
Poole Keynes est une paroisse civile et un village du Gloucestershire, en Angleterre.